# محمود خسروی‌وفا
محمود خسروی‌وفا (متولد ۱۳۳۲) سیاستمدار، مدیر اجرایی ورزشی، رئیس کمیته ملی المپیک ایران، عضو شورای عالی ورزش و بادیگارد ایرانی است.
ریاست فدراسیون ورزش‌های جانبازان و معلولین، عضویت در دوره دوم شورای اسلامی شهر تهران، عضویت هیئت مدیره باشگاه پرسپولیس، ریاست کمیته ملی پارالمپیک ایران، عضویت کمیته اجرایی ملی المپیک، عضویت شورای هماهنگی ورزش صداو سیما (شبکه سوم) و معاونت ورزش همگانی وزارت ورزش از جمله سوابق وی است.
محمود خسروی‌وفا در تیر ۱۴۰۱ عنوان «مدیر برتر ورزشی قرن ایران» را به دست آورد. او این عنوان را در جشنواره بهترین‌های صد سال ورزش ایران که با همکاری سازمان صداوسیمای ایران، کمیته ملی المپیک، و کمیته پارالمپیک برگزار شده بود کسب کرد.

## فعالیت‌های نظامی
خسروی‌وفا در سال‌های ۱۳۵۹ و ۱۳۶۰ محافظ شخصی سید علی خامنه‌ای بوده‌است. محسن جوادیان (یکی از محافظان خامنه‌ای در دهه ۱۳۶۰) معرف او بوده است. او پس از ترور نافرجام سید علی خامنه‌ای در تیر ۱۳۶۰ مدتی به عنوان عضوی از سپاه پاسداران به جبهه‌های جنگ ایران و عراق رفت. در سال ۱۳۶۰ مجروح و دچار قطع پا شد و به تهران بازگشت.
خسروی‌وفا از سال ۱۳۶۴ تا پایان جنگ ایران و عراق هم در جنگ حضور داشت و هم به عنوان یکی از محافظان خامنه‌ای، او را در زمان بازدید از مناطق جنگی همراهی می‌کرد.

## فعالیت‌های سیاسی
خسروی‌وفا از مدیران محافظه‌کار نزدیک به رهبر جمهوری اسلامی ایران محسوب می‌شود. عضویت در شورای شهر تهران، عضو شورای هماهنگی ورزش صدا و سیما و عضویت در حلقه ده نفره مؤسسین جبهه مردمی نیروهای انقلاب اسلامی (جمنا) از جمله سوابق و فعالیت‌های سیاسی او است.

## فعالیت‌های ورزشی
از ۱۷ بهمن ۱۳۷۹ که کمیته ملی پارالمپیک ایران به صورت رسمی اعلام موجودیت کرد خسروی‌وفا به ریاست آن منصوب شد. او بین سال‌های ۱۳۶۰ تا ۱۳۶۴ و سپس از سال ۱۳۶۹ تا ۱۳۹۶ نیز ریاست فدراسیون ورزش‌های جانبازان و معلولین را نیز در دست داشته‌است. او همچنین در پنجاه و یکمین مجمع عمومی کمیته ملی المپیک ایران که ۶ شهریور ۱۴۰۱ برگزار شد به ریاست چهار ساله کمیته ملی المپیک ایران رسید.
خسروی‌وفا در سال ۱۳۹۹ از سوی اندرو پارسونز، رئیس کمیته بین‌المللی پارالمپیک به دلیل پذیرش منشور این کمیته بین‌المللی و همین‌طور تأسیس کمیسیون ورزشکاران، مورد ستایش قرار گرفت.